# 東勢区

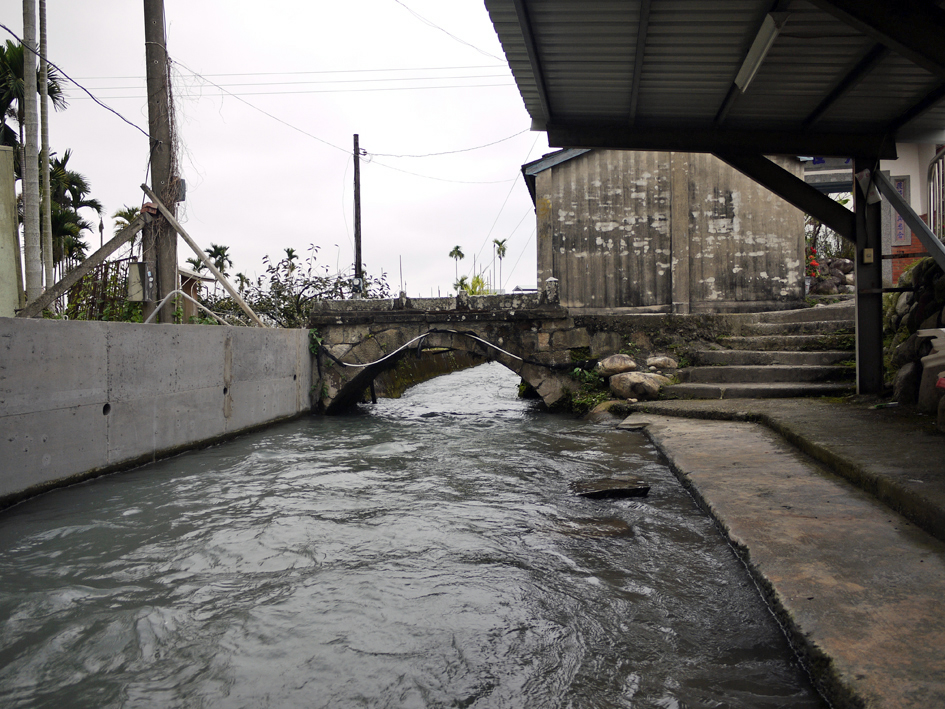
東勢本圳と金門橋

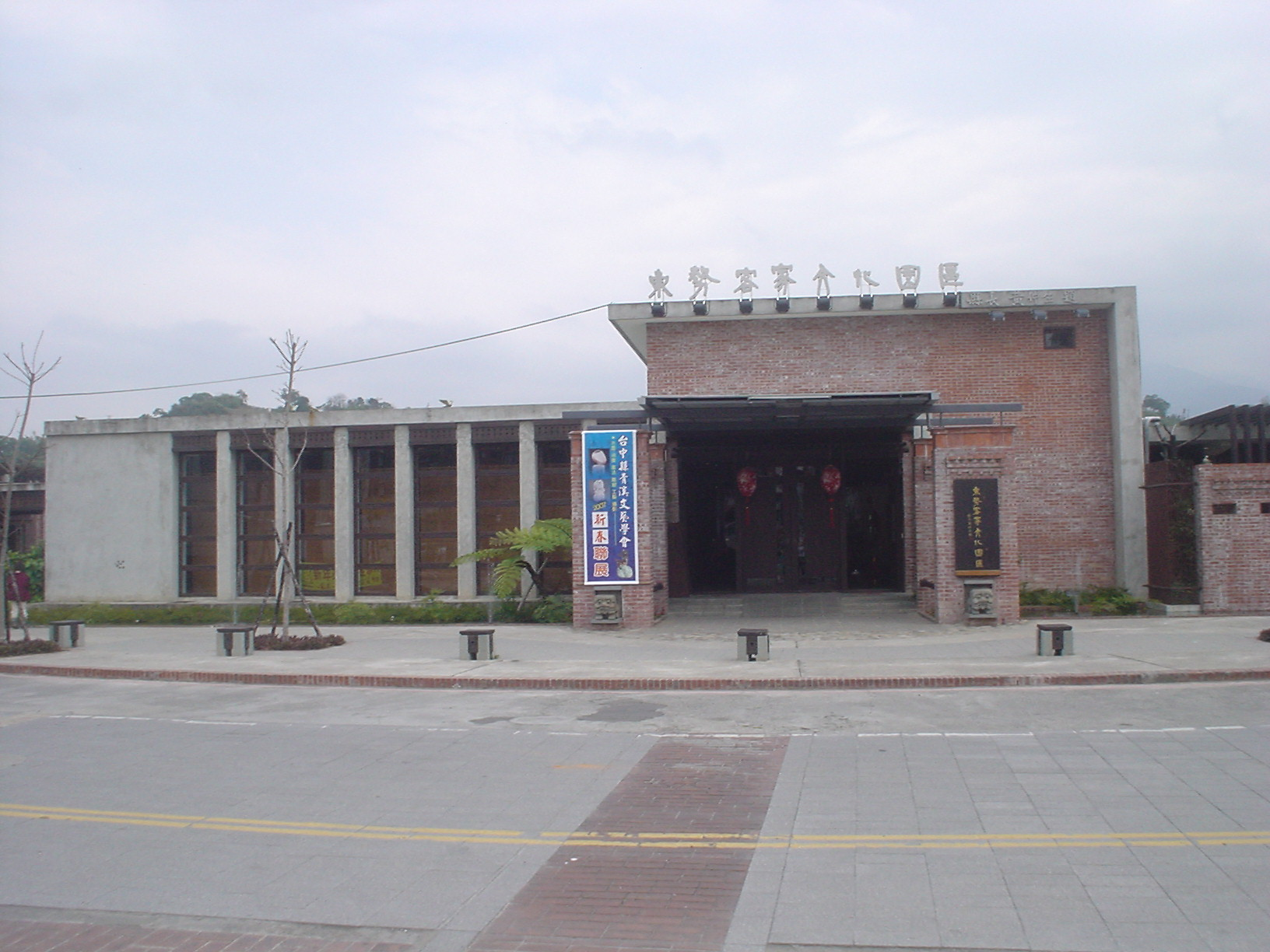
東勢客家文化園区（旧東勢駅）

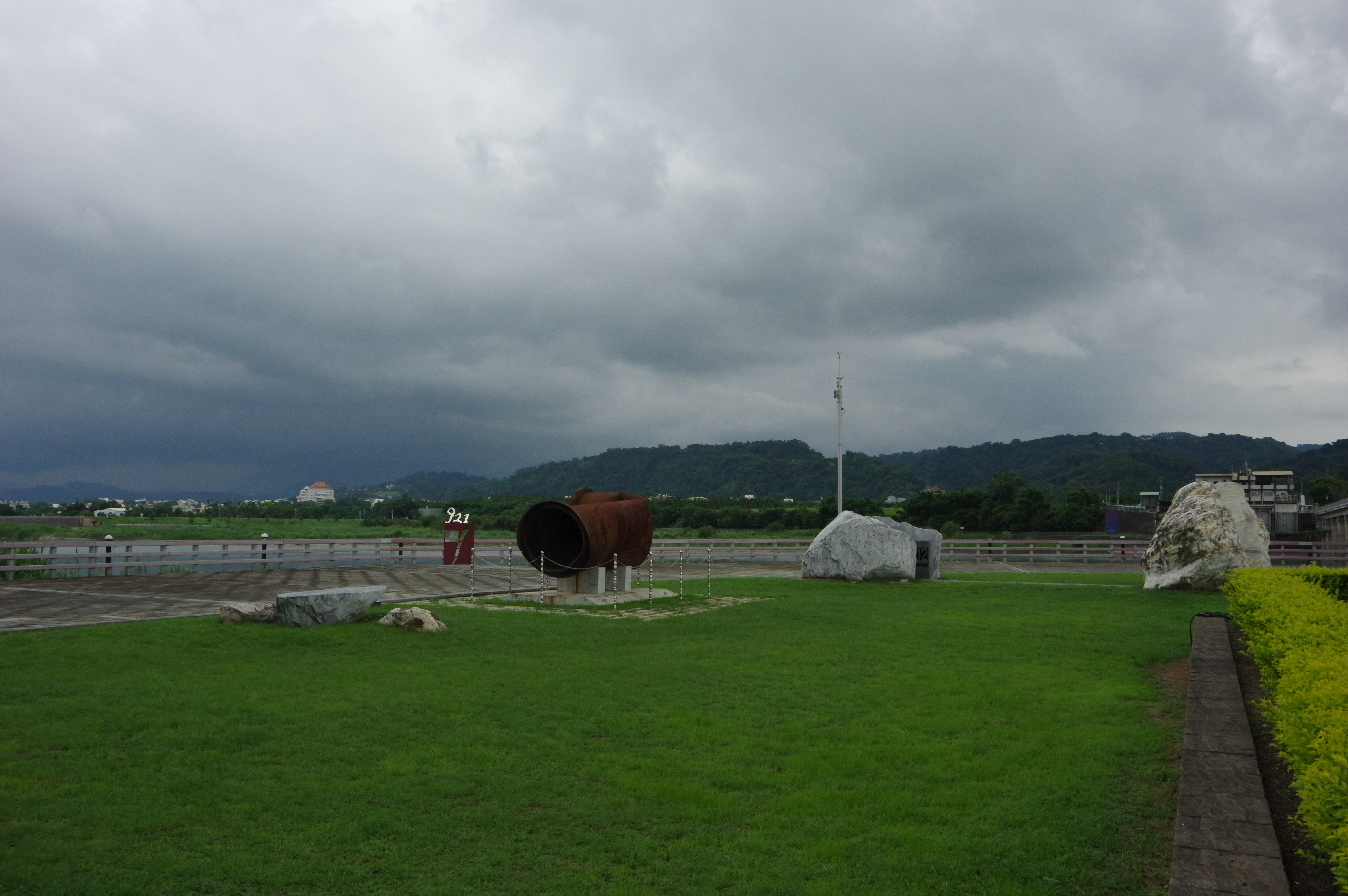
石岡ダム921地震記念公園。大甲渓の向こう側は石岡区

東勢区（ドンシー/とうせい-く）は、台中市の市轄区。

## 地理
東勢区は台中市中部のやや東より、大甲渓と大安渓の間に位置している。東は和平区に、西は石岡区、后里区に、南は新社区に、北は大安渓を隔てて卓蘭鎮と接している。総面積は117.4065km2であり台中市では3番目に大きい鎮郷となっている。東西幅は約4Km、南北に20Kmと細長い地形は大甲渓の河岸段丘の他は、東勢丘陵地帯となっている。以前が軍用に木材の伐採が行われ、「工寮」と呼ばれる加工場があったことから「匠寮」或いは「寮脚」と称された。
地形は東南が高く、西南が低くなっており、大甲渓の水流に沿って南北に傾斜した地形を形成している。標高は300～420mの間であり、平均傾斜度は1.10%となっている。地域内は石角渓、中嵙渓が流れ市街地の東方地区を流れた後、北へと流れを変え、沙連渓を経て石城附近にて大甲渓へと流入している。大甲渓と豊勢路の間には落差10～20mの谷が存在しており、都市発展の為の障害となっている。
東勢地区は丘陵地帯が殆どであり、平地は僅かに大甲渓東岸に存在しているのみである。東南に位置する慶福里大平籠と和平区の境界が海抜1,179mと区内最高点となっており、埤頭里西南方大甲渓が海拔243mと最低点となっている。
中央山脈と台中盆地の間に位置する東勢区は温暖多雨な気候が特徴であり、経済性の高い果物栽培に適している。そのため梨、桃、ミカン、柿、葡萄などの果物が特産品となっている。

## 歴史
東勢は古くは「東勢角」と称し、1920年に「東勢庄」、1933年に「東勢街」となった。漢人による開発が行われる以前は、タイヤル族とパゼッヘ族の大馬璘社などの集落が点在する荒涼とした地域であった。雍正年間に初めて広東から入植者が入り初め、乾隆末には増加する移民を追認する形で移民が官憲より正式に認められるようになった。
1778年、社寮角を中心に原住民との交易（換番所と称す）が開始されると、清朝は劉中立、薛華梅を派遣し交易を統括すると共に、原住民から漢人の権益を守る任に当たった。それと同時に大甲渓東岸（南、北片荘）付近に匠工寮舍を設置、上、下辛荘地区の開発を開始し、漢人の入植を推進した。これに対し1784年、大埔県の曽安栄等が同郷者を率いて入植大規模な開発を進めた。
清代初期、東勢地区は諸羅県貓霧堡樸仔籬社群内の大馬璘社の一部を構成していたが、雍正年間には彰化県に属し、東、西二堡に分割された。乾隆年間中期に至ると貓霧東上堡の管轄とされた。1887年に福建台湾省が設置されると、台中地域には台湾府附郭首県が設置され、東勢地区の匠寮庄には撫墾局が設置された。
1895年、日本による統治が始まると撫墾制を踏襲して民政支部が設置された。1899年7月、台中県の下部に東勢角支署が成立、同時区役場を設置、地方税収の他に地方事務を取扱うようになった。1902年に弁務支署を廃止、東勢角支庁に改編した。同年2月に東勢角役場庁舎を設置し、1920年10月1日の庄制施行により東勢庄が設置されるまで続いた。
台湾の中華民国への編入後は台中県東勢鎮となった。2010年12月25日の台中県市合併、直轄市昇格に伴って「東勢区」となり、現在に至る。

## 行政区
| 里 |
| --- |
| 上新里、上城里、下城里、下新里、東新里、北興里、明正里、延平里、隆興里、南平里、泰昌里、泰興里、慶福里、新盛里、福隆里、興隆里、広興里、埤頭里、中嵙里、詒福里、中寧里、粤寧里、東安里、慶東里、茂興里 |

## 歴代区長
| 代 | 氏名 | 任期 |
| -- | ---- | ---- |

## 教育

### 高級中学
- 私立玉山高級中学

### 高級職校
- 国立東勢高級工業職業学校

### 国民中学
- 台中市立東華国民中学
- 台中市立東勢国民中学
- 台中市立東新国民中学

### 国民小学
| - 台中市東勢区中山国民小学 - 台中市東勢区中科国民小学 - 台中市東勢区石角国民小学 - 台中市東勢区石城国民小学 | - 台中市東勢区成功国民小学 - 台中市東勢区明正国民小学 - 台中市東勢区東勢国民小学 - 台中市東勢区新光国民小学 | - 台中市東勢区新盛国民小学 - 台中市東勢区東新国民小学 |

## 交通
| 種別 | 路線名称 | その他       |
| ---- | -------- | ------------ |
| 省道 | 台3線    |              |
| 省道 | 台8線    | 中部横貫公路 |
| 省道 | 台21線   |              |

## 観光

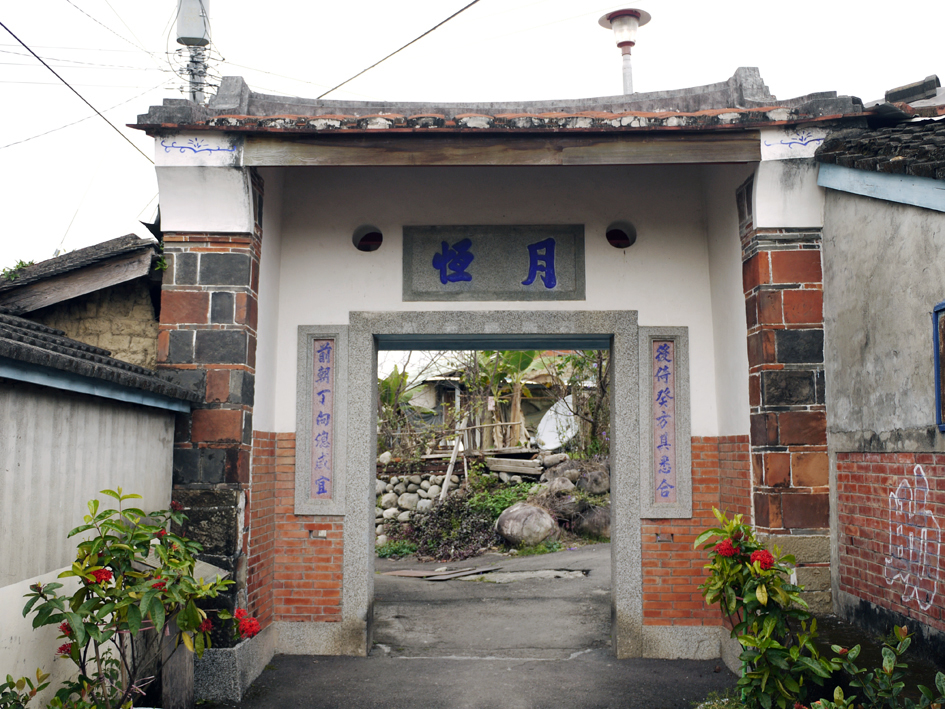
月恒門（和興庄隘門）

- 東勢林場（中国語版）
- 四角林林場
- 東勢河浜公園
- 東勢巧聖仙師祖廟（中国語版）
- 鯉魚伯公廟（中国語版）
- 北興里双福祠（中国語版）
- 義渡碑坊
- 東勢文昌廟（中国語版）
- 新伯公劉家古厝
- 観瀛橋
- 梨文化館
- 客家文物館
- 東勢本圳（中国語版）
- 大安渓大峡谷（中国語版）
- 東豊自行車緑廊
- 東勢客家文化園区